# Naomi Wolf
Naomi Wolf (ur. 12 listopada 1962) – amerykańska pisarka, polityczna konsultantka i intelektualistka. 

## Życiorys
Publikując The Beauty Myth stała się wiodącą orędowniczką ruchu nazwanego później trzecią falą feminizmu. Nadal staje w obronie dążeń feministycznych i polityki progresywnej ostatnio szczególnie przekonując, że nastąpiło pogorszenie instytucji demokratycznych w USA. 
W swojej pierwszej książce The Beauty Myth (Mit urody), która stała się międzynarodowym bestsellerem przekonuje, że „uroda” jest wartością normatywną i jest jedynie konstruktem społecznym, którego zawartość determinowana jest przez patriarchat, którego celem jest reprodukcja swojej hegemonii.

## Kontrowersje
Sprzeciwiła się ograniczeniom związanymi z pandemią COVID-19 i skrytykowała szczepionki przeciwko COVID-19. W czerwcu 2021 jej konto na Twitter zostało zawieszone za publikowanie dezinformacji antyszczepionkowej. Twierdziła na przykład, że szczepionki przeciwko COVID-19 powodują niepłodność kobiet.